# Kernkraftwerk Smolensk
Das Kernkraftwerk Smolensk (russisch Смоленская АЭС [anhörenⓘ], Kürzel САЭС, SAES) befindet sich etwa drei Kilometer von der russischen Stadt Desnogorsk in der Oblast Smolensk entfernt am Fluss Desna. Aufgrund des hohen Kühlwasserbedarfs von RBMK und der hohen radioaktiven Emissionen im Normalbetrieb wurde ein künstlicher See von 42 Quadratkilometer angelegt. Das Kernkraftwerk ist nach der 153 Kilometer nordwestlich liegenden Stadt Smolensk benannt. In den letzten Jahren hat das Kernkraftwerk durchschnittlich 18 Milliarden Kilowattstunden pro Jahr in das öffentliche Stromnetz eingespeist. Der Eigentümer und Betreiber des Kernkraftwerkes ist das staatliche Unternehmen Rosenergoatom. Die im Kernkraftwerk aktiven Reaktoren des Bautyps RBMK sind in der Lage, kernwaffenfähiges Plutonium zu erzeugen, das auch im laufenden Betrieb entnommen werden kann. Sie sind weitgehend baugleich mit dem Reaktor, dessen Explosion 1986 zur Katastrophe von Tschernobyl geführt hatte.

## Geschichte
Mit dem Bau des ersten Kernreaktors wurde am 1. Oktober 1975 begonnen. Der zweite Reaktorblock folgte am 1. Juni 1976. Am 30. September 1983 wurde der erste und am 5. Juli 1985 der zweite Reaktorblock in Betrieb genommen. Im Mai 1984 und Oktober 1984 wurde mit dem Bau der Reaktorblöcke drei und vier begonnen. Der Block 3 ging erst am 12. Oktober 1990 in Betrieb. Damit ist der Reaktor Smolensk 3 der neueste RBMK in Russland beziehungsweise in der ehemaligen Sowjetunion. Aufgrund der Katastrophe von Tschernobyl wurde der Bau des 4. Blocks im Sommer 1986 gestoppt. Der zweite Doppelblock des Kernkraftwerks blieb somit unvollendet. Die Baustelle wurde im Gegensatz zum Kernkraftwerk Kursk nicht konserviert, so dass ein Weiterbau nicht möglich ist.
Die Nettoleistung der drei Reaktoren liegt bei jeweils 925 Megawatt (MW), die Bruttoleistung bei 1.000 MW. Die thermische Leistung beträgt 3.200 MW.
Bis zum Jahr 2014 soll ein Komplex zum Verarbeiten radioaktiver Abfälle auf dem Gelände des Kernkraftwerk Smolensk errichtet werden. Die Anlage befindet sich seit 2002 im Rahmen des TACIS-Programm im Bau. Gebaut wird die Anlage unter anderem von Areva, All Trade, BIS und Fontijnes Grotnes. Bis 2009 soll die Lieferung der Komponenten abgeschlossen sein. Die EU-Kommission wird 2008 die Bauteile prüfen und lizenzieren.

## Sicherheit
Die zuerst gebauten Blöcke Smolensk 1 und Smolensk 2 gehören zur zweiten Generation von RBMK. Der dritte gehört zur dritten RBMK-Generation.
Am 19. September 1994 wurde berichtet, dass der Kontrollmechanismus der Kontrollstäbe in Block 1 nicht funktionierte.
Am 19. Dezember 2005, nur drei Tage nach der Explosion der Schmelzöfen im Kernkraftwerk Leningrad, explodierte ein Transformator an einer der Verteilerstationen des Kernkraftwerks Smolensk, was einen anschließenden Brand zur Folge hatte. Nach kurzer Zeit war dieser aber unter Kontrolle.

## Kernkraftwerk Smolensk II
Das Kernkraftwerk Smolensk II soll das Nachfolgekraftwerk an diesem Standort werden. Geplant sind vier Reaktoren vom Typ WWER-1200/491 in Bauform des AES-2006. Wann der Bau beginnen soll, ist noch nicht sicher. Ursprünglich sollte der Bau im Jahre 2017(II-1) beginnen und der erste Reaktor im Jahr 2022 und der zweite im Jahr 2024 in Betrieb gehen. Mittlerweile wurden die Starts auf 2027 bzw. 2029 verschoben.

## Daten der Reaktorblöcke
Das Kernkraftwerk Smolensk hat drei Blöcke:
| Reaktorblock | Reaktortyp               | Netto- leistung | Brutto- leistung | Baubeginn  | Netzsynchro- nisation | Kommerzi- eller Betrieb | Abschaltung                 |
| ------------ | ------------------------ | --------------- | ---------------- | ---------- | --------------------- | ----------------------- | --------------------------- |
| Smolensk 1   | RBMK-1000                | 925 MW          | 1.000 MW         | 01.10.1975 | 09.12.1982            | 30.09.1983              | (2028 geplant)              |
| Smolensk 2   | RBMK-1000                | 925 MW          | 1.000 MW         | 01.06.1976 | 31.05.1985            | 02.07.1985              | (2030 geplant)              |
| Smolensk 3   | RBMK-1000                | 925 MW          | 1.000 MW         | 01.05.1984 | 17.01.1990            | 12.10.1990              | (2034 geplant)              |
| Smolensk 4   | RBMK-1000                | 925 MW          | 1.000 MW         | 01.10.1984 | -                     | -                       | Bau am 01.12.1993 storniert |
| Smolensk 5   | Druckwasserreaktor (EPR) | 1.450 MW        | 1.500 MW         | -          | -                     | -                       | Planungen eingestellt       |
| Smolensk 6   | Druckwasserreaktor (EPR) | 1.450 MW        | 1.500 MW         | -          | -                     | -                       | Planungen eingestellt       |